# أوليفيا ماغنو
أوليفيا ماغنو (4 نوفمبر 1972 - ) (بالإنجليزية: Olivia Magno)‏ هي لاعبة كريكت أسترالية. شاركت مع منتخب أستراليا الوطني للكريكت. أما مع النوادي، فقد لعبت مع New South Wales Breakers ‏ وSouth Australia women's cricket team ‏.

## وصلات خارجية
- أوليفيا ماغنو على موقع إي آس بي آن كريك إنفو (الإنجليزية)